# 彼得拉·里弗斯
彼得拉·里弗斯（英語：Petra Rivers，1952年12月11日—），澳大利亚女子田径运动员。她曾代表澳大利亚参加1970年、1974年、1982年和1986年英联邦运动会田径比赛，获得三枚金牌和一枚银牌。她也曾参加1980年和1984年夏季奥运会。